# Marcantonio Memmo
Marcantonio Memmo (Venecia, 11 de noviembre de 1536 - 31 de octubre de 1615) fue el nonagésimo primer Dux de Venecia, que reinó desde el 24 de julio de 1612 hasta su muerte.  

## Resumen biográfico
Hijo de Giovanni Memmo y Bianca Sanudo, nació en una familia de riqueza media. Entró al negocio mercante e hizo una fortuna merced a su eficiente manejo del negocio.
Como veneciano prominente, atravesó todos los honores de la ciudad, comenzando por provveditore, podestà, y procurador de San Marco. Fue propuesto a dux en 1606, pero no ayudó el hecho de pertenecía a una de las viejas (vecchie) familias nobles, mientras que todos los dux desde 1382 habían sido elegidos del seno de familias nobles nuevas (nuove). Por eso fue incapaz de lograr apoyo en esa elección, que perdió a manos de Leonardo Donato.

## Período como dux
Memmo manejó poder entre bambalinas durante el reinado de Donato, pasando a primer plano con su muerte el 16 de julio de 1612. En la elección del 24 de julio de ese mismo año, Memmo fue elegido en la primera vuelta, con 38 de los 41 votos electores, dando un severo golpe a la facción de los nuove, que habían gobernado Venecia durante los últimos siglos. Para celebrar la victoria de Memmo se realizaron grandes festivales, decretándose varios días feriados.
No sucedió nada de importancia durante el reinado de Memmo, exceptuando una incursión de piratas Uscocos en 1613. Falleció el 31 de octubre de 1615.  